# Oceanica
Oceanica è un singolo dei DJ italiani Merk & Kremont e del cantautore italiano Jovanotti, pubblicato il 20 giugno 2025.

## Descrizione
Il brano è caratterizzato dal sample di The Path di Ralph MacDonald. La copertina del singolo è ispirata alla cover dell'album 3 Feet High and Rising dei De La Soul, progettata da Toby Mott e acquisita dal MoMA di New York, mentre a proposito della collaborazione gli artisti hanno dichiarato:
(Merk & Kremont)
(Jovanotti)

## Promozione
Un'anticipazione del brano è stato eseguito dai DJ il 1º giugno 2025 durante il Nameless Festival.

## Video musicale
Il video musicale, diretto e animato da William Child, è stato pubblicato il 26 giugno 2025 attraverso il canale YouTube dei DJ.

## Tracce
Testi di Lorenzo Cherubini, musiche di Federico Mercuri, Giordano Cremona, William Eaton, William Salter e Ralph MacDonald.
1. Oceanica – 3:00

## Classifiche
| Classifica (2025) | Posizione massima |
| ----------------- | ----------------- |
| Italia            | 17                |